# Luftwaffenmaterialkommando
Das Luftwaffenmaterialkommando (LwMatKdo) war ein logistisches Fachkommando der Luftwaffe. Stationierungsort war Köln-Wahn.

## Geschichte
Das Kommando entstand aus der Zusammenführung von Elementen des Luftwaffenunterstützungskommandos (LwUKdo) und des Materialamtes der Luftwaffe (MatALw). Die Aufstellung erfolgte in der Luftwaffenkaserne Wahn am 1. Oktober 2001, die Außerdienststellung zum 30. September 2006. Die Aufgaben übernahm ab 1. Oktober 2006 das Waffensystemkommando der Luftwaffe.

## Auftrag
Das Luftwaffenmaterialkommando war als Fachkommando für die Logistik der Luftwaffe zuständig. Dies umfasste in erster Linie die Instandsetzung und Instandhaltung von Gerät der Luftwaffe und von fliegenden Waffensystemen von Luftwaffe, Heer und Marine. Darüber hinaus führte es die Verbände und Einrichtungen der waffensystemspezifischen Logistik.

## Organisation
Geführt wurde das Luftwaffenmaterialkommando durch einen Kommandeur im Dienstgrad Brigadegeneral. Sein Stab war mit über 1.000 Dienstposten die größte Dienststelle der Bundeswehr am Standort Köln-Wahn.
Unterstellt waren dem Luftwaffenmaterialkommando als Divisionskommando unter anderem das Luftwaffeninstandhaltungsregiment 1, das Luftwaffeninstandhaltungsregiment 2, das Waffensystemunterstützungszentrum und das NATO Programming Centre.